# متلازمة السيروتونين
متلازمة السيروتونين هي مجموعة من الأعراض التي تحدث عقب استخدام بعض العقاقير أو الأدوية التي تزيد من مستوى السيروتونين بالجسم. تترواح خطورة الأعراض من البسيطة إلى الخطيرة. تشمل الأعراض الآتي:
(فرط الحرارة)، وفرط المنعكسات والرعاش والتعرق وتوسع الحدقة والإسهال. بالإضافة لزيادة درجة حرارة الجسم إلى أعلى من 41.1 درجة سلزية (106.0 فهرنهايت) كما تشمل المضاعفات النوبات وانحلال الربيدات.
تحدث متلازمة السيروتونين عقب استخدام واحد أو اثنين من الأدوية التي تزيد من مستوى السيروتونين بالجسم. يشمل هذا مثبطات استرداد السيروتونين الانتقائية، ومثبطات استرداد النورأدرينالين الانتقائية، و مثبط أكسيداز أحادي الأمين، ومضاد الاكتئاب ثلاثي الحلقات، وأمفيتامين والبيثيدين والترامادول، والديكستروميثورفان والبوسبيرون والتريبتوفان والعرن مثقوب والتريبتانات والإكستاسي والميتوكلوبراميد والأوندانسيترون والكوكايين. تحدث المتلازمة في 15% من حالات زيادة تعاطي مثبطات استرداد السيروتونين الانتقائية. كما تعتبر تلك المتلازمة نتاج يمكن التنبؤ به لتأثير السيروتونين على الجهاز العصبي المركزي. وتبدأ الأعراض في الظهور خلال يوم واحد من تناول جرعة زائدة من السيروتونين.
يعتمد التشخيص على أعراض المريض مع وجود تاريخ سابق بتناول أحد الأدوية التي تزيد من مستوى السيروتونين بالجسم. كما يجب استثناء الحالات الأخرى التي تتشابه أعراضها مع متلازمة السيروتونين مثل متلازمة الذهان الخبيث وفرط الحرارة الخبيث والتسمم بمضادات الكولين والتهاب السحايا وضربات الشمس. مع العلم أنه لا توجد أي اختبارت مخبرية للتأكد من التشخيص.
يتكون العلاج المبدأي من توقف تناول الدواء الذي قد يكون موصوفًا تناوله بصورة مستمرة. يتم استخدام البنزوديازيبين في حالات التهيج، وفي حالة عدم الحصول على نتيجة مرضية يتم استخدام مضادات السيروتونين مثل سيبروهيبتادين. يمكن استخدام طرق تخفيض درجة الحرارة في المصابين بارتفاع درجة الحرارة. كما أنه لاتوجد إحصائيات مؤكدة لإثبات عدد الحالات المصابة بمتلازمة السيروتونين كل عام. وتنخفض خطورة الوفاة إلى أقل من واحدة بالمائة مع استخدام العلاج المناسب. كما أدت وفاة حالة ليبي زيون المصابة بمتلازمة السيروتونين إلى تغيير فوانين تخريج دفعات الطب في ولاية نيويورك.

## العلامات والأعراض
عادةً ما تظهر الأعراض بشكل سريع، غالبًا في غضون دقائق من ارتفاع مستوى السيروتونين بالدم. تشمل متلازمة السيروتونين طائفةً كبيرة من الأعراض الطبية. تتكون الأعراض الطفيفة من تسرع القلب والتعرق وتوسع الحدقة والرمع العضلي بالإضافة إلى فرط المنعكسات. إلا أن العديد من تلك الأعراض قد تكون ناتجة عن الآثار الجانبية لتناول الدواء أو التفاعلات الدوائية التي تسبب ارتفاع مستوى السيروتونين بالجسم؛ وليست تأثيرًا ناتجًا عن ارتفاع مستوى السيروتونين نفسه. ينتج الرعاش كأثر جانبي للإكستاسي على الدوبامين، بينما تنتج فرط المنعكسات من التعرض لتناول مضادات السيروتونين. تشمل أعراض التسمم المتوسطة اضطرابات إضافية مثل فرط أصوات الأمعاء، وارتفاع ضغط الدم، وفرط الحرارة، والصدمة. ترتفع درجة حرارة الجسم إلى أعلى من 41.1 درجة سلزية (106.0 فهرنهايت) في الحالات المعرضة لخطر الوفاة. كما تزداد فرط المنعكسات في الأطراف السفلية عن الأطراف العلوية بالجسم. كما تشمل الَاضطرابات الأخرى الحماض الأيضي، وانحلال الربيدات، والنوبات، والقصور الكلوي، والتخثر المنتشر داخل الأوعية الدموية؛ تنشأ هذه الآثار نتيجةً لفرط درجة الحرارة.
توصف الأعراض كثلاثي طبي من الاضطرابات كالآتي:
- تأثيرات نفسية: الصداع، والقلق، والارتباك، والهلوسة، والغيبوبة.
- تأثيرات الجهاز العصبي الذاتي: الارتعاد، والتعرق، وفرط الحرارة، وتضيق الأوعية، وتسرع القلب، والغثيان، والإسهال.
- تأثيرات الجهاز العصبي الجسدي: الرمع العضلي، وفرط المنعكسات، والرعاش.

## الأسباب
يتسبب عدد كبير من العقاقير والأدوية في حدوث متلازمة السيروتونين عند تناولها بمفردها بجرعات عالية أو عند تناولها مع أدوية أخرى تسبب ارتفاع مستوى السيروتونين بالدم. يضم الجدول التالي بعضًا من هذه الأدوية.
| التصنيف                      | الأدوية التي تسبب متلازمة السيروتونين |
| ---------------------------- | --- |
| مضادات الاكتئاب              | مثبط أكسيداز أحادي الأمين ومضاد اكتئاب ثلاثي الحلقات ومثبطات استرداد السيروتونين الانتقائية ومثبطات استرداد النورأدرينالين الانتقائية ونيفازودون ترازودون وميرتازابين.                                               |
| أشباه أفيونيات               | ديكستروبربوكسيفين وترامادول وتابينتادول وبيثيدين وفينتانيل وبنتازوسين وبيوبرينورفين وأوكسيكودون وهيدروكودون |
| منبهات الجهاز العصبي المركزي | إكستاسي وميثامفيتامين وليسديكساأمفيتامين وأمفيتامين وفينتيرمين وأمفيبرامون وعوامل إفراز السيروتونين والمهلوسات مثل الأمفيتامين المعدل وسيبوترامين وميثيل فينيدات وكوكايين                                            |
| محفزات 5-HT1                 | تريبتانات |
| عقاقير مخل بالنفس            | ميثأوكسي دايأيزوبروبايل تريبتامين وثنائي إيثيل أميد حمض الليسرجيك |
| الأعشاب                      | العرن المثقوب والحرمل الشائع والجنسنغ الآسيوي وجوزة الطيب واليوهيمبين |
| أخرى                         | تريبتوفان وليفودوبا وحمض الفالبرويك وبوسبيرون والعلاج بالليثيوم ولنزوليد وديكستروميثورفان وهيدروكسي تريبتوفان وكلورفينيرامين وريسبيريدون وأولانزابين وأوندانسيترون وجرانيسترون وميتوكلوبراميد وريتونافير وميتاكسالون |

تحدث العديد من حالات التسمم بالسيروتونين عند تناول مزيج من الأدوية التي تزيد بشكل تآزري من مستوى السيروتونين في الجسم. كما قد تحدث تلك الحالات عند تناول أحد هذه العقاقير بجرعة عالية. قد يتسبب مزج تناول مثبط أكسيداز أحادي الأمين وبعض المواد الأولية مثل تريبتوفان-I أو 5-HTP في حدوث خطر الإصابة بمتلازمة السيروتونين التي قد تودي بحياة المرء. كما يسبب أيضًا مزج تناول مثبط أكسيداز أحادي الأمين ومنشطات التريبتامين (والتي تُعرف باسم الأياهواسكا) خطرًا مشابهًا، لكن تم وصف مثل هذه الظواهر تحت مصطلحات عامة مثل «تأثير التيرامين». تسبب مثبطات أكسيداز أحادي الأمين تثبيط لاعكسي لأحادي الأمين، وعادةً ما يتطلب هذا أربع أسابيع على الأقل كي يستبدل الجسم هذا الإنزيم.
اعتقد الأطباء أن بعض الأدوية قد تتسبب في متلازمة السيروتونين وهو ما أثبت خطأه بعد ذلك. على سبيل المثال، اعتبرت بعض تقارير الحالات أن المضادات الغير نمطية للذهان قد تسبب متلازمة السيروتونين، ثم وُجد مؤخرًأ خطأ هذا الافتراض استنادًا لتركيبتها الدوائية. وقد اقتُرح أيضًا أن الميرتازابين ليس له آثار سيروتونينية كبيرة، وبالتالي ليس عمل الدواء مزدوج.
كما تم اقتراح البوبروبيون كأحد أسباب متلازمة السيروتونين، على الرغم من عدم وجود دليل على أن لديه أي نشاط لزيادة السيروتونين بشكل كبير، لذا كان من غير المرجح أن يدرج ضمن أسباب متلازمة السيروتونين. أصدرتإدارة الغذاء والدواء الأمريكية في عام 2006 تنبيهًا يشير إلى أن الجمع بين استخدام مثبطات استرداد السيروتونين الانتقائية أو مثبطات استرداد النورأدرينالين الانتقائية والتريبتامين أو السيبوترامين يؤدي إلى حالات شديدة من متلازمة السيروتونين. خالف ذلك باحثون آخرون لعدم مطابقة الحالات التي أبلغت عنها إدارة الاغذية والعقاقير معايير هنتر لمتلازمة السيروتونين.
حدثت متلازمة السيروتونين في حالات سريرية مفاجئة، وبسبب الاختلافات المظهرية بين الأفراد، تم ربطها مع أدوية غير متوقعة، بما في ذلك ميرتازابين.
يعتبر الخطر النسبي وشدة الآثار الجانبية السيروتونينية والسمية السيروتونين، مع الأدوية الفردية والتركيبات، أمر معقد. وقد تم الإبلاغ عن متلازمة السيروتونين في المرضى من جميع الأعمار، بما في ذلك كبار السن والأطفال وحتى الأطفال حديثي الولادة بسبب التعرض في الرحم. تزداد سمية مثبطات استرداد السيروتونين الانتقائية مع زيادة الجرعة، لكن زيادة الجرعة قد يكون غير كافيًا لتسبيب الوفاة من متلازمة السيروتونين في البالغين الأصحاء.  لاترتفع مستويات السيروتونين في الجهاز العصبي المركزي إلى مستويات قاتلة عادةً إلا إذا تم تناول العديد من الأدوية المختلفة من حيث آلية العمل معًا. كما ارتبطت العديد من الأدوية بخلاف مثبطات استرداد السيروتونين بحالات شديدة الخطورة من متلازمة السيروتونين، مثل الترامادول والأمفيتامين والإكستاسي.

## آلية المرض
السيروتونين هو ناقل عصبي يستخدم في عمليات بيولوجية متعددة بما في ذلك العدوان والألم والنوم والشهية والقلق والاكتئاب والصداع النصفي والقيء. لوحظت آثار السيروتونين الزائدة لأول مرة في البشرعام 1960 في المرضى الذين يتلقون مثبط أكسيداز أحادي الأمين والتريبتوفان. كان يعتقد في أول الأمر أن التأثير الناهض على مستقبلات 5-HT1A في الأنوية الرمادية والنخاعية بالدماغ هو السبب في تلك المتلازمة. بينما أثبتت المزيد من الدراسات أن فرط تنبيه مستقبل 5-HT2A يساهم بشكل كبير في حدوث تلك الحالات. لكن تظل مستقبلات 5-HT1A تساهم أيضًا في الديناميكية الدوائية للمتلازمة من خلال زيادة تركيز السيروتونين في التشابكات العصبية من خلال إشباع جميع المستقبلات. بالإضافة إلى ذلك، وجد أن فرط نشاط النورأدرينالين في الجهاز العصبي المركزي يلعب دورًا هامًا، إذ أن مستويات النورإبينفرين تزداد تركيزاتها في متلازمة السيروتونين وهو ما يرتبط بشدة مع الناتج الطبي للمتلازمة. قد تلعب الناقلات العصبية الأخرى أيضًا دورًا؛ فقد تم اقتراح أن مستقبلات NMDA (مستقبل ن-مثيل-د-أسبارتات) و GABA (حمض الغاما-أمينوبيوتيريك) تؤثر على تطور المتلازمة. تظهر حالات تسمم السيروتونين بشكل أكثر وضوحًا بعد الجرعات العلاجية العالية والجرعات الزائدة، والتي تندمج في سلسلة متصلة مع الآثار السامة للجرعة الزائدة.

### مفهوم الطيف
يعزز مفهوم الطيف المفترض بسمية السيروتونين من دور زيادة مستويات السيروتونين التدريجية في علاج العلامات المرضية والذي قد يؤدي إلى آثار جانبية تصل إلى مستوى السمية. العلاقة بين الجرعة والتأثير هي تأثير الارتفاع التدريجي للسيروتونين، إما عن طريق رفع جرعة دواء واحد، أو الجمع بينه وبين دواء آخر يزيد من مستويات السيروتونين بشكل كبير. يفضل بعض الخبراء استخدام مصطلح سمية السيروتونين أو متلازمة تسمم السيروتونين، لتشير بشكل أكثر دقة إلى أن تلك المتلازمة شكل من أشكال التسمم.

## التشخيص
لا توجد أي اختبارات مخبرية لمتلازمة السيروتونين. لذلك، يعتمد التشخيص بشكل كبير على مراقبة الأعراض والتحقيق في تاريخ المريض الدوائي. وقد اقترحت عدة معايير تشخيصية لتلك الحالات. تم إدخال أول معايير تقييم صارمة في عام 1991 من قبل هارفي ستيرنباخ، أستاذ الطب النفسي في جامعة كاليفورنيا. وقد طور الباحثون في أستراليا في وقت لاحق قواعد معاييرهنتر للسمية الدوائية، والتي لها حساسية ونوعية 84% و97% على التوالي، بالمقارنة مع المعيار الذهبي للتشخيص من قبل أخصائي السموم الطبي. بينما ظلت معايير ستيرنباخ هي الأكثر شيوعًا بين الأطباء حتى عام 2007.
تشمل أهم أعراض تشخيص متلازمة السيروتونين الرعاش، العدوانية القصوى والتململ أو الرجفان (المستحث أو رجفان العين). كما يجب أن يتضمن الفحص البدني للمريض تقييم ردود الفعل الوترية العميقة وصلابة العضلات، وجفاف الغشاء المخاطي للفم، وحجم وتفاعل حدقة العين، وشدة أصوات الأمعاء، ولون البشرة، ووجود أو غياب التعرق. كما يلعب تاريخ المريض يلعب دورًا هامًا في التشخيص، وينبغي أن تتضمن التحقيقات الاستفسارات حول استخدام الأدوية والمواد غير المشروعة والمكملات الغذائية، حيث تشارك جميع هذه العوامل في تطور متلازمة السيروتونين. ولإكمال معايير هنتر، يجب أن يكون المريض قد تناول أحد الأدوية التي تزيد من مستوى السيروتونين مع تلبية أحد الشروط التالية:
- الرجفان.
- الرجفان المستحث بالإضافة للتهيج أوالتعرق.
- رجفان العين بالإضافة للتهيج أوالتعرق.
- الرعاش بالإضافة لفرط المنعكسات.
- فرط التصلب العضلي بالإضافة لزيادة درجة حرارة الجسم أكثر من 38 درجة سلزية بالإضافة إلى الرجفان المستحث أو رجفان العين.

## التشخيص التفريقي
تتميز سمية السيروتونين بصورة مميزة يصعب عادةً الخلط بينها وبين الحالات الطبية الأخرى، ولكن قد لا يتم تمييزها عن بعض الحالات الأخرى مثل الإصابة بالفيروسات أو اضطرابات القلق أو الاضطرابات العصبية، مضاد الكولين أو التسمم بمضادات الكولين أو التسمم بالأدوية المحاكية للجهاز العصبي الودي، أو تفاقم الحالة النفسية. تعتبر متلازمة الذهان الخبيث هي أكثر ما يتم الخلط بينه وبين متلازمة السيروتونين، إذ تتشارك المتلازمتان بعض العلامات الطبية التي تجعل من عملية التفرقة بينها مربكةً إلى حد ما.
يحدث في كلا المتلازمتين خلل في الجهاز العصبي الذاتي والحالة العقلية. إلا أنهما بطبيعة الحال حالتان مختلفتان من حيث السبب (إذ تتصف متلازمة السيروتونين بفرط السيروتونين في الجسم مقابل عدم الاستجابة للدوبامين في حالة متلازمة الذهان الخبيث). كما يختلف وقت ومسار والعلامات الطبية لمتلازمة الذهان الخبيث عن تلك في متلازمة السيروتونين كالآتي:
- تتصف متلازمة السيروتونين ببداية سريعة عقب تناول دواء يرفع من مستويات السيروتونين بالجسم كما يمكن وقف تلك الحالة بإعطاء مضادات لمستقبلات السيروتونين مثل استخدام الكلوربرومازين والسيبروهيبتادين.
- بينما تتصف متلازمة الذهان الخبيث ببداية بطيئة نوعًا ما تتكون خلال عدة أيام عقب تناول أحد الأدوية المضادة للذهان ويمكن وقف تلك الحالة بإعطاء بعض محفزات الدوبامين مثل البروموكريبتين.[4][36]

يكون التشخيص التفريقي صعبًا إلى حد ما في المرضى المعرضين للأدوية المضادة للذهان والأدوية التي ترفع من مستويات السيروتونين. يعتمد الأطباء للتفرقة بين المتلازمتين على تميز متلازمة الذهان الخبيث بالآتي:
1. نقص الحراك.
2. تصلب العضلات المصحوب بأعراض خارج السبيل الهرمي.

بينما تتميز متلازمة السيروتونين بالآتي:
1. فرط الحراك.
2. الرجفان.[44][45]

## العلاج
يعتمد العلاج بصورة كبيرة على توقف تناول الدواء المسبب للحالات، وإعطاء مضادات السيروتونين مثل سيبروهيبتادين، والرعاية الداعمة بما في ذلك السيطرة على التهيج، والسيطرة على أعراض خلل الجهاز العصبي الذاتي، والسيطرة على فرط الحرارة. بالإضافة إلى ذلك، قد يستفيد المتسممون بالأدوية التي ترفع مستويات السيروتونين من تطهير الجهاز الهضمي باستخدام الفحم النشط في غضون ساعة من تعاطي الجرعة الزائدة. تعتمد شدة العلاج على شدة الأعراض. فإذا كانت الأعراض خفيفة، فإن العلاج يمكن أن يتكون فقط من التوقف عن الدواء المسبب، وتقديم بعض التدابير الداعمة، وإعطاء البنزوديازيبينات لعلاج الرمع العضلي، وانتظار ظهور بعض الأعراض لعلاجها.
في الحالات المتوسطة، يجب علاج اضطرابات الحرارة واضطرابات الجهاز الدوري والتنفسي ويمكن إعطائهم بعضًا من مضادات السيروتونين. يمكن استخدام السيبروهيبتادين كعلاج أولي، على الرغم من عدم وجود أي تجارب سريرية تثبت كفائته في علاج متلازمة السيروتونين. وعلى الرغم من عدم وجود تجارب محكومة تثبت فعالية هذا الأمر، إلا أنه وردت بعض التقارير تثبت تحسن بعض الحالات المصابة بتسمم السيروتونين بعد إعطاء السيبروهيبتادين. كما أثبتت بعض التجارب الأخرى على الحيوانات فعالية استخدام مضادات السيروتونين. يُتاح عقار السيبروهيبتادين في هيئة أقراص فقط، وبالتالي لا يمكن استخدامه الا بعد تنبيب أنبوب أنفي معدي؛ شريطة أن لا يكون المريض المتسمم تم استخدام الفحم النشط لإجراء غسيل المعدة له مع عدم استخدامه في الحالات الخطِرة كذلك. تتضمن الإجراءات الإضافية إعطاء بعض المضادات غير النمطية للذهان مثل الأولانزابين. يحتاج الأشخاص الذين يعانون من أعراض خلل الجهاز العصبي الذاتي مثل انخفاض ضغط الدم إلى العلاج بمحاكيات الجهاز العصبي الودي المباشرة مثل إبينفرين (أدرينالين)، ونورإبينفرين، أو فينيليفرين. على العكس من ذلك، يمكن علاج ارتفاع ضغط الدم أو عدم انتظام دقات القلب باستخدامخافضات ضغط الدم قصيرة المفعول مثل نتروبروسيد الصوديوم أو إسمولول؛ كما يجب تجنب استخدام البروبرانولول لأنه قد يؤدي إلى انخفاض ضغط الدم والصدمة. يجب أخذ السبب في حدوث متلازمة السيروتونين في الاعتبار. يتم تكسير السيروتونين بواسطة إنزيم أكسيداز أحدي الأمين في وجود الأكسجين، لذلك يمكن الاستفادة من ذلك في خفض مستوى السيروتونين باستخدام التنفس الصناعي، مثلما يحدث في حالات التسمم بالكحول. يجب التنويه أنه يلزم وجود إنزيم أكسيداز أحادي الأمين للقيام بذلك الإجراء، وإلا يتم الاعتماد على الترطيب حتى يتم تجديد مستويات الإنزيم في الجسم.

### التهيج
قد تتطلب بعض الأعراض معالجة خاصة. واحدة من أهم العلاجات هي السيطرة على التهيج بسبب الاحتمال الكبير لإصابة الشخص نفسه أو مقدمي الرعاية، لذا ينبغي إعطاء البنزوديازيبينات عند أول علامة على ذلك.
لا يوصى باستخدام القيود البدنية في حالات التهيج أو الهذيان؛ لأنها قد تساهم في زيادة خطر الوفاة من خلال حدوث الانقباض العضلي الذي يرتبط بالحماض الأيضي لحمض اللاكتيك وارتفاع الحرارة. إذا كانت القيود البدنية ضرورية لحالات التهيج الشديد، يمكن استبدالها بسرعة بالتخدير الدوائي. يمكن أن يسبب التهيج قدرا كبيرًا من انهيار العضلات. هذا الانهيار يمكن أن يلحق أضرارًا جسيمة بالكلى من خلال حالة تسمى انحلال الربيدات.

### فرط الحرارة
يشمل علاج ارتفاع الحرارة الحد من فرط نشاط العضلات عن طريق التخدير بالبنزوديازيبين. الحالات الأكثر شدة قد تتطلب إرخاء عضلي باستخدام فيكورونيوم، التنبيب، والتهوية الاصطناعية. كما لا ينصح باستخدام سوكساميثونيوم (سكسنيل كولين) لشلل العضلات لأنها قد تزيد من خطر عدم انتظام ضربات القلب وفرط بوتاسيوم الدم المرتبط بانحلال الربيدات. ولا ينصح أيضًا باستخدام الأدوية الخافضة للحرارة (مضادات الحمى)، ويرجع ذلك إلى أن زيادة درجة حرارة تكون بسبب النشاط العضلي الزائد، وليست اَضطرابات مركز تنظيم الحرارة بمنطقة تحت المهاد.

## التكهن
عند التوقف عن تناول أدوية السيروتونين، فإن معظم حالات متلازمة السيروتونين تتحسن خلال 24 ساعة، على الرغم من أن الهذيان قد يستمر في بعض الحالات لعدة أيام. عادةً ما تستمر الأعراض لفترة زمنية أطول في المرضى الذين يتناولون الأدوية التي لديها عمر نصف أطول، أو أيض نشط، أو مدة طويلة من العمل.
تم الإبلاغ في بعض الحالات عن ألم عضلي وضعف استمر لعدة أشهر، وقد يؤدي التوقف عن تناول مضادات الاكتئاب إلى استمرار بعض الأضرار. بعد العلاج الطبي المناسب، ترتبط متلازمة السيروتونين بتكهن جيد عمومًا.

## الوبائيات
الدراسات الوبائية لمتلازمة السيروتونين صعبة، كما أن العديد من الأطباء قد لا يدركون تشخيص المتلازمة بسبب مظاهرها المتغيرة. وجدت دراسة أجريت في عام 1998 في انكلترا أن 85% من الممارسين العامين الذين وصفوا نيفازودون كدواء مضاد للاكتئاب لم يكونوا على دراية بمتلازمة السيروتونين. يمكن أن يُعزى زيادة اكتشاف حالات الإصابة بمتلازمة السيروتونين إلى زيادة استخدام الأدوية التي ترفع من مستويات السيروتونين بالجسم. حددت دراسة مراقبة ما بعد التسويق حدوث 0.4 حالة لكل 1000 مريض في الشهر للمرضى الذين يتناولون نيفازودون. بالإضافة إلى ذلك، يعتقد أن حوالي 14 إلى 16% من الأشخاص الذين يتناولون جرعة زائدة من مثبطات استرداد السيروتونين الانتقائية يُصابون بمتلازمة السيروتونين.

## حالات ملحوظة
فينيلزين هو مثبط أكسيداز أحادي الأمين، وهو ما ساهم في متلازمة السيروتونين التي أودت بحياة ليبي زيون.

فينيلزين

المثال الأكثر شهرة على نطاق واسع لمتلازمة السيروتونين هو وفاة ليبي زيون في عام 1984. كانت زيون طالبة في كلية بنينغتون عند وفاتها في 5 مارس 1984، في سن 18 عاما. توفيت في غضون 8 ساعات من دخولها الطارئ إلى مستشفى نيويورك-بريسبيتيريان. كان لديها تاريخ مستمر من الاكتئاب، وجاءت إلى مستشفى مانهاتن مساء يوم 4 مارس 1984، مع الحمى، والتهيج و«رجيج غريب» من جسدها. كما بدا أنها مشوشة في بعض الأحيان. لم يتمكن أطباء غرفة الطوارئ من تشخيص حالتها نهائيا، ولكنهم أدخلوها لترطيبها ومراقبتها. كانت وفاتها ناجمة عن تناول مزيج من البيثيدين والفينيلزين. وقد وصف الطبيب المتدرب البيثيدين. وقد أثرت هذه الحالة على التعليم الطبي العالي وساعات عمل الإقامة. وحددت قيود على ساعات العمل لطلاب الدراسات العليا الطبية، والمشار إليهم عادةً باسم المتدربين أو المقيمين، في برامج التدريب في المستشفيات، كما أنها تتطلب الآن أقرب إشراف الأطباء كبار.